# Ба, Санусси
Санусси Ба (нем. Sanoussy Ba; родился 5 января 2004, Хоф, Германия) — немецкий футболист, крайний защитник клуба «Айнтрахт» (Брауншвейг).

## Клубная карьера
Санусси Ба присоединился к «РБ Лейпциг» в 2016 году. Он дебютировал за основную команду клуба 30 августа 2022 года в матче Кубка Германии против клуба «Тойтония Оттенсен».

## Карьера в сборной
Выступал за сборные Германии до 18 и до 19 лет.

## Достижения
«РБ Лейпциг»
- Обладатель Кубка Германии: 2022/23